# إنتاج فلم نيجارا
شركة إنتاج فيلم نيجارا ( الترجمة باللغة العربية: إنتاج أفلام الدولة ، والمختصرة بـ بي أف أن ) هي شركة تمويل أفلام إندونيسية مملوكة للدولة ،  كانت في السابق شركة إنتاج أفلام . تعد بي أف أن إحدى الشركات الرائدة في صناعة السينما الإندونيسية في وقت تأسيسها.
بدأت بي أف أن باسم جافا باسيفيك فيلم (جيه بي أف) والتي أسسها ألبرت بالينك في باتافيا. خضع جيه بي أف لعدة تغييرات في الاسم قبل أن يصبح أخيرًا بي أف أن في عام 1975.

## مكتبة الأفلام

### قوائم الأفلام
إنتاج تحت مسمى فيلم جافا باسيفيك
- باريه (1935)

كما أنيف
- تيرانج بويلان (1937)

كما بي بي أف أن/بي أف أن
- أنتارا بومي دان لانجيت (1950)
- إنسبكتور راشمان (1950)
- أونتوك سانغ ميراه بوتيه (1950)
- جيوا بيمودا (1951)
- ركات مميليح (1951)
- سي بينتجانج[الإنجليزية] (1951)
- بينجيلوندوب (1952)
- سيكونتوم بونجا ديتيبي داناو (1952)
- ماردي دان كيرانيا (1952)
- ساجاب ميمانغجيل (1952)
- ميراتجون سوكما (1953)
- بيلينجو مسجاركات (1953)
- كوبرال دجونو (1954)
- كمبالي كي مسجاركات (1954)
- سي ميلاتي (1954)
- أنتارا توغاس دان تجينتا (1954)
- ميرابي (1954)
- بيريستيوا ديداناو توبا (1955)
- جاجابرانا (1955)
- راجوان علم (1956)
- تيجا نول (1958)
- ني جووك (1958)
- لاجانج-لاجانجكو بوتوس (1958)
- كانتجيل منتجوري منتيمون (1959)
- داون إيماس (1963)
- كيلابانج هيتام (1977)
- واروك (1978)
- سي بينكانج (1979)
- يويون باسيان روماه ساكيت جيوا (1979)
- هارمونيكاكو (1979)
- سينيلا (بيريستيوا جونونج ديينج) (1979)
- سيتا بيرتيوي (1980)
- سي جورا جورا (1980)
- لاكي لاكي داري نوساكامبانغان (1980)
- أورانج-أورانج لاوت (1980)
- جوارا سيليك (1980)
- هادية بوت سي كوكو (1980)
- سيرانجان فجر (1981)
- كيريتا آبي تيراخير (1981)
- ديا يانغ كيمبالي (1982)
- جي 30 أس بينومباسان بيجخيانستان (1982)
- جاكرتا 1966 (1982)
- فيلم وبيريستيوا (1985)
- بينومباسان سيسا-سيسا PKI بليتار سيلاتان (عملية تريسولا) (1986)
- سورة لبدداري (1992)
- بيلانجي دي نوسا لاوت (1992)
- كوامبيل لاجي هاتيكو (2019)

### سلسلة الأفلام والامتيازات
- سي أونيل (1981–1993، 2002–2003)
- سي هوما[الإنجليزية] (1983)